# Umut Gündoğan
Umut Gündoğan (Brussel, 12 juni 1990) is een Belgisch-Turks voetballer die onder contract staat bij Galatasaray SK. 
De middenvelder kwam in 2009 bij Gençlerbirliği en maakte dat jaar op huurbasis zijn debuut voor Fethiyespor. In het seizoen 2009/2010 speelde hij voor RBC Roosendaal en aansluitend tot 2012 voor FC Brussels. Hierna ging hij voor Bucaspor spelen.
Op zaterdag 18 januari 2014 werd bekend dat hij een transfer maakt naar Galatasaray SK. 

## Statistieken
| seizoen | club           | land      | competitie     | wed | goals |
| ------- | -------------- | --------- | -------------- | --- | ----- |
| 2009/10 | RBC Roosendaal | Nederland | Eerste divisie | 25  | 3     |
| 2010/11 | FC Brussels    | België    | Tweede Klasse  | 18  | 2     |
| 2011/12 | FC Brussels    | België    | Tweede klasse  | 8   | 0     |
| 2012/13 | FC Brussels    | België    | Tweede klasse  | 1   | 0     |
| 2012/13 | Bucaspor       | Turkije   | Birinci lig    | 17  | 8     |
| 2013/14 | Bucaspor       | Turkije   | Birinci lig    | 16  | 4     |
| 2013/14 | Galatasaray    | Turkije   | SUPER LIG      | 0   | 0     |
|         |                |           | Totaal         | 52  | 5     |